# Feliks Nazarewicz
Feliks Nazarewicz ps. „Człowiek-mucha” (ur. 20 maja 1905 w Krakowie, zm. 20 lutego 1967) – polski akrobata i wspinacz okresu międzywojennego.
Wraz ze Stefanem Polińskim, z którym to dzielił nadany przez prasę II RP pseudonim, jest uważany za pioniera polskiego builderingu.

## Kariera
Stał się szerzej rozpoznawalny w 1928, gdy 7 października podczas pożaru sześcio- lub siedmiopiętrowego budynku w Dąbiu pomagał strażakom w akcji gaśniczej, ratując przy tym ich życie.
Jego występy wspinaczkowe charakteryzował brak jakiejkolwiek asekuracji. Nazarewicz wdrapywał się na charakterystyczne budynki, używając przy tym gołych rąk. Kończył zwykle skacząc na rozłożoną na ziemi płachtę. W Warszawie jechał rowerem na skraju dachu jednego z miejskich budynków, w Lublinie wspiął się na czteropiętrową kamienicę, w Zamościu na balkon Domu Centralnego oraz Ratusz, a w Krakowie na szczyt jednej z iglic Dyrekcji Kolei. Występował też w Katowicach. O jego występach pisały liczne lokalne dzienniki, a dochody z nich często przeznaczał na cele publiczne.
Seria nieudanych występów z 1929 wzbudziła znaczną antypatię jego widzów. Pierwszy z nich miał miejsce w Poznaniu; Kurier Poznański odniósł się do wydarzenia, pisząc:

Krótko po godzinie 8-mej Nazarewicz przy pomocy liny wdrapał się na wysoki pawilon nawozów sztucznych i zmęczony usiadł na dachu. Wśród ogólnej niecierpliwości, lekkiego zdenerwowania oczekiwano najważniejszego momentu z popisów, a mianowicie – skoku. Mijały minuty, przeszła pierwsza półgodzina a Nazarewicz zwlekał z zapowiedzianemi popisami. Publiczność zaczęła się już denerwować, gdy nagle „człowiek-mucha” rozpoczął przygotowywania do skoku. Wszystkim zamarł dech w piersiach, a tymczasem Nazarewicz spokojnie sobie usiadł na dachu. Tricki takie, co prawda rozśmieszały licznie zgromadzoną publiczność, ale wśród niej odzywały się także i głosy zdenerwowania [...] Minęła tak godzina i dopiero wtedy ogłoszono, że p. Nazarewicz – jako „niedysponowany” skakać nie będzie

Nie przeszkodziło mu to jednak w kontynuowaniu kariery. Swój repertuar zaczął wzbogacać o sztuczki akrobatyczne na dachu, skakanie na sąsiednie budynki czy chodzenie po rynnach. Jego ostatni odnotowany występ miał miejsce w Łodzi w 1937. Później zajął się pisaniem horoskopów. Zainteresował się też poezją, choć na jej niwie nie odniósł większych sukcesów.
Został pochowany na Cmentarzu Salwatorskim w Krakowie (sektor SC10, rząd 6, grób 40).